# 新丹参内酯
新丹参内酯（英語： 或 Neo-tanshinlactone）是一种多环有机化合物，分子式C17H12O3，属于一种丹参酮类化合物，与丹参内酯酯基的方向不同，2004年首次在丹参（Salvia miltiorrhiza）中分离，此外还存在于毛地黄鼠尾草（Salvia digitaloides）、栗色鼠尾草（Salvia castanea）等植物中，由于其可特异性作用于ER+的MCF-7乳腺癌细胞系引起了研究人员的关注。